# ハイファ・ワハビ
ハイファ・ワハビ（Haifa Wehbe、هيفا وهبي）は、レバノンのモデル、歌手、女優。1972年3月10日生。

## 表記
名前のスペルのラテン文字への転写には「Haifa」、「Hayfa」、「Wehbeh」、「Wahbi」、「Wehbe」など複数のバリエーションがある。また日本語表記もそれぞれ「ハイファ」、「ヘイファーッ」、「ワハビ」、「ワハビー」なども見られる。

## 経歴
幼い頃からジャズやR&Bを聞いて育ち、10代の頃からモデルとして活躍。16歳の時、ミス・南レバノンに選ばれる。
1995年には、ミス・レバノンで2位になり、歌手としてデビュー。しかし、既婚者で子どももいることが発覚し、タイトルを取り消されてしまう。夫とはその後離婚している。翌年には、スキャンダルから回復し、モデルとして活動を再開する。
2006年には、アメリカ合衆国のピープル誌で、「世界で最も美しい女性50人」に選ばれた。同年6月10日、ベイルートで行われた50セントのコンサートにゲスト出演。本国レバノンのみならず、アラブ圏を中心に幅広い芸能・音楽活動を行っている。

## 人物
レバノン南部にイスラーム教シーア派教徒の父と、エジプト出身のコプト正教会信徒の母の間に生まれる。本人はシーア派教徒。
3人の姉妹がおり、また、24歳の時に兄を亡くしている。離婚した夫との間に娘が一人いる。2005年、サウジアラビアのビジネスマンとの婚約を発表。しかし、数週間後に「個人的な理由」で別れた。
2006年のレバノン侵攻の際は、故郷を離れエジプトへ避難していた。レバノンに戻った後のコンサートでは、イスラエルに抵抗を続けたヒズボラ議長ハッサン・ナスララを祝福した。首都・ベイルートでは、自国の政治状況の混乱にうんざりした若者らにより建物の壁に『ハイファを大統領に』という落書きがされたことさえある。
露出度の高いドレスを着、セクシーな踊りをする彼女に対しては、イスラムの一部宗教指導者から、「セックスを売り物にしている」という批判もある。そのことについて、彼女自身は『ヒズボラを支持しているが、ヴェールで顔や体を覆い隠すのは自分の生き方ではない』と発言している。また、歌手活動の他にも、エイズ検査の推進などの活動をしている。

## ディスコグラフィ
シングル
1. Agoul Ahwak
2. Regab
3. Tegy Izzay
4. Ya Hayat Albi
5. Ana Haifa
6. Baddi 3iesh
7. Ma Sar
8. Wahdi
9. Bos El Wawa
10. Naughty
11. Mosh Adra Astana

アルバム
1. Huwa az-Zaman（هو الزمنe）
2. Baddi 'Ayš （بدي عيش）
3. Baby Haifa